# Nieuwe Finse grammatica
Nieuwe Finse Grammatica (Italiaans origineel: Nuova Grammatica Finlandese) is de debutroman van de Italiaanse auteur, vertaler en tolk Diego Marani. De roman werd in 2000 gepubliceerd.

## Plot
Het verhaal begint in 1943 in de Italiaanse stad Triëst. Op een avond wordt er een zwaargewonde maar onbekende soldaat bij de kaaien van de havenstad gevonden. De arts van een Duits hospitaalschip, Pietri Friari, ontfermt zich over hem. Uit de weinige bezittingen van de soldaat, waaronder een stuk stof waarop Sampo Karjalainen staat, leidt de dokter af dat de soldaat mogelijk een Fin is. De soldaat weet echter niet meer wie hij is en weet zelfs niet meer welke taal hij spreekt. Docter Friari, zelf een Fin, probeert hem daarop wat Fins bij te brengen, wat maar moeilijk lukt. Friari's missie eindigt en daarop stuurt hij de soldaat naar Helsinki om daar verder behandeld te worden. De soldaat zal echter nog met zware problemen te maken krijgen omdat hij nog altijd niet weet wie hij is...

## Prijzen
- Premio Grinzane Cavour 2001
- Premio Ostia Mare 2001
- Premio Giuseppe Desi 2001